# توموکو و مادر در حمام

توموکو و مادر در حمام (۱۹۷۱) توسط یوجین اسمیت

توموکو و مادر در حمام عنوان عکسی است که دابلیو. یوجین اسمیت، عکاس خبری آمریکایی، در سال ۱۹۷۱ ثبت کرد. بسیاری از صاحب‌نظران این عکس را مهم‌ترین عکس اسمیت می‌دانند.
این عکس سیاه‌و‌سفید مادری را به تصویر می‌کشد که دختر تغییرشکل‌یافته‌اش را در یک حمام سنتی ژاپنی در آغوش گرفته است. مادر، ریوکو کامیمورا، موافقت کرد تا عکاس این عکس شگفت‌انگیز را از او ثبت کند تا از طریق آن تاثیرات مخرب و ترسناک بیماری میناماتا (نوعی مسمومیت با جیوه) بر بدن و ذهن دخترش توموکو کامیمورا را نشان دهد.
این عکس پس از انتشار شهرت جهانی پیدا کرد و موجب شد تا وضعیت بین‌المللی بیماری میناماتا مورد توجه جهانی قرار بگیرد و همچنین مبارزه قربانیان برای به رسمیت شناختن و جبران خسارت را افزایش داد.
به خواست خانواده توموکو کامیمورا، انتشار این عکس در سال ۱۹۹۷، ۲۰ سال پس از مرگ توموکو، متوقف شد.
اگرچه نام‌خانوادگیِ سوژه «کامیمورا» است،  اما معمولاً عکس به اشتباه با عنوان توموکو اومورا (Uemura) در حمام شناخته می‌شود. این اشتباه ناشی از خواندن اشتباه اولین کانجی نام خانوادگی سوژه 上村 (Kamimura) است. اسامی دیگری که برای عکس ذکر شده است عبارتند از Tomoko in Her Bath و Tomoko is Bathed by Her Mother .

## ثبت عکس
دابلیوو یوجین اسمیت و همسرش آیلین اسمیت از سال ۱۹۷۱ تا ۱۹۷۳ با هدف جلب توجه به بیماری میناماتا در میناماتا، کوماموتو زندگی کردند.
در طی این سه سال اسمیت هزاران عکس گرفت که منجر به تولید مقالات متعدد، مجله‌ها، نمایشگاه‌ها و کتاب‌های مختلفی شد. در این روند اسمیت متوجه شد که برای تبدیل‌شدن به نمادی از بیماری میناماتا، یک عکس خاص و چشمگیر لازم است. او می‌گوید: «[این عکس] در ذهن من رشد کرد و رشد کرد تا در نهایت نماد میناماتا تصویری از این زن [مادر] و کودکش، توموکو شد. یک روز من به سادگی گفتم […] بگذارید سعی کنیم آن تصویر نمادین را بسازیم.» 
والدین توموکو به این امید که ممکن است توجه خانواده‌های مشابه در میناماتا و دیگر قربانیان آلودگی در سراسر جهان به این بیماری جلب شود، به اسمیت اجازه دادند تا او از دخترش عکس بگیرد. ریوکو کامیمورا مشتاق بود تا عکس دخترش را به شیوه‌ای دلسوزانه نشان دهد و به همین منظور به صورت فعال با اسمیت همکاری کرد تا یک عکس خاص را بسازد. جیم هیوز (زندگینامه‌نویس) در مورد این عکس می‌گوید، اگرچه اسمیت به دنبال به تصویرکشیدن بدن تغییر شکل یافته‌ٔ توموکو بوده است اما این مادر توموکو بوده است که اتاق حمام را پیشنهاد کرده است. این عکس سرانجام در یک بعدازظهر سرد دسامبر ۱۹۷۱ گرفته شد در حالی که ریوکو، توموکو، اسمیت و همسرش آیلین همه در این حمام کوچک جمع شده بودند.

## انتشار و تأثیر
این عکس برای اولین‌بار در ۲ ژوئن ۱۹۷۲ در مجله لایف منتشر شد. علاوه‌برآن کتابی شامل دیگر مجموعه‌عکس‌های اسمیت از میناماتا نیز منتشر شد. موضوع بیماری میناماتا و مصائب قربانیان این فاجعه پس از انتشار این مقاله و کتاب عکس، مورد توجه جهانیان قرار گرفت. پس از این انتشار اسمیت توسط یاکوزا، که شرکت چیسو آن‌ها را اجیر کرده بود، مورد حمله و ضرب و شتم قرار گرفت.
بکر و طبیعی بودن چشمگیر این عکس باعث شد که خیلی سریع به شهرت جهانی برسد. خانواده کامیمورا پس از آن مورد توجه رسانه‌ها قرار گرفتند. پدر توموکو، یوشیو کامیمورا، می گوید: «ما با تعداد زیادی مصاحبه روبه‌رو بودیم. با تصور این‌که این امر به مبارزه‌ای برای از بین بردن آلودگی‌ها کمک می‌کند با مصاحبه و عکس‌ها موافقت کردیم در حالی که سازمان‌هایی که از طرف ما فعالیت می‌کردند از عکس توموکو به طور مکرر استفاده می‌کردند.» با این حال این توجه زیاد خالی از اشکال نبود. شایعاتی در جامعه میناماتا منتشر شد مبنی بر اینکه کامیموراها از تبلیغات مالی سود می‌برند. برخی از مردم محلی (که برای امرار معاش خود با شرکت آلوده‌کننده چیسو همکاری داشتند) با مبارزه‌های قربانیان بیماری میناماتا برای جبران خسارت مخالف بودند. همه این فشارها به طور افزاینده‌ای برای خانواده کامیمورا تحمیل شد. یوشیو کامیمورا می‌گوید: «من فکر نمی‌کنم که هیچ‌کس خارج از خانواده ما بتواند تصور کند که شایعات مداوم چقدر غیرقابل است و تحمل زندگی روزمره را دشوار کرده است. اگرچه توموکو خودش نمی‌توانست صحبت کند، اما مطمئنم که توموکو احساس می‌کرد که خانواده‌اش نگران او هستند.» 
توموکو کامیمورا در سال ۱۹۷۷ در ۲۱ سالگی درگذشت.

## برداشتن
در سال ۱۹۹۷ یک شرکت تلویزیونی فرانسوی با خانواده کامیمورا تماس گرفت و از آن‌ها اجازه گرفت تا از عکس معروف اسمیت در مستندی درباره مهمترین عکس‌های قرن بیستم استفاده کند و یکبار دیگر در مورد بیماری میناماتا و این عکس با خانواده مصاحبه کند. در این زمان یوشیو کامیمورا، ۲۰ سال پس از مرگ دخترش، نظر خود را تغییر داد. او از هرگونه مصاحبه‌ای امتناع کرد و از ایده استفاده بیشتر از تصویر توموکو خوشش نیامد.
پس از مرگ یوجین اسمیت در سال ۱۹۷۸، حق چاپ عکس‌های میناماتا به همسر سابقش آیلین اسمیت رسید. آیلین با شنیدن خبر واکنش خانواده کامیمورا به درخواست شرکت تلویزیونی، به میناماتا سفر کرد و با آن‌ها ملاقات کرد. او در سال ۱۹۹۸ تصمیم گرفت حق چاپ این اثر را به این خانواده بدهد تا آن‌ها بتوانند در مورد استفاده از آن حق تصمیم‌گیری داشته باشند. آیلین اسمیت در این رابطه می‌گوید: «این عکس اگر به توموکو احترام نگذارد، هیچ معنایی نخواهد داشت. اگر این عکس برخلاف میل توموکو و خانواده‌اش منتشر شود، بی‌احترامی خواهد بود. از آن‌جا که این [عکس] گزاره‌ای درباره زندگی توموکو بود، باید به آن زندگی و به مرگ آن احترام بگذارد.» 

## فیلم
در سال 2020 فیلمی درام با عنوان میناماتا(انگلیسی: Minamata) به کارگردانی اندرو لویتاس و بازی جانی دپ در نقش یوجین اسمیت ساخته شده است که به این موضوع میپردازد. اولین نمایش این فیلم در ۲۱ فوریه ۲۰۲۰ در Berlin International Film Festival انجام شد که نظر منتقدان فیلم و حامیان محیط زیست را به سوی خود جلب کرد.